# Lampadi
Nella mitologia greca, le lampadi (in greco antico: Λαμπάδες?, Lampades; chiamate in latino Nymphae avernales, "ninfe avernali") sono ninfe ctonie dell'oltretomba, compagne di Ecate.

## Nella cultura di massa
- Le lampadi compaiono nel videogioco The Titans, espansione di Age of Mythology, dove sono le unità mitiche della dea Ecate[1].